# Testimoni (atletisme)

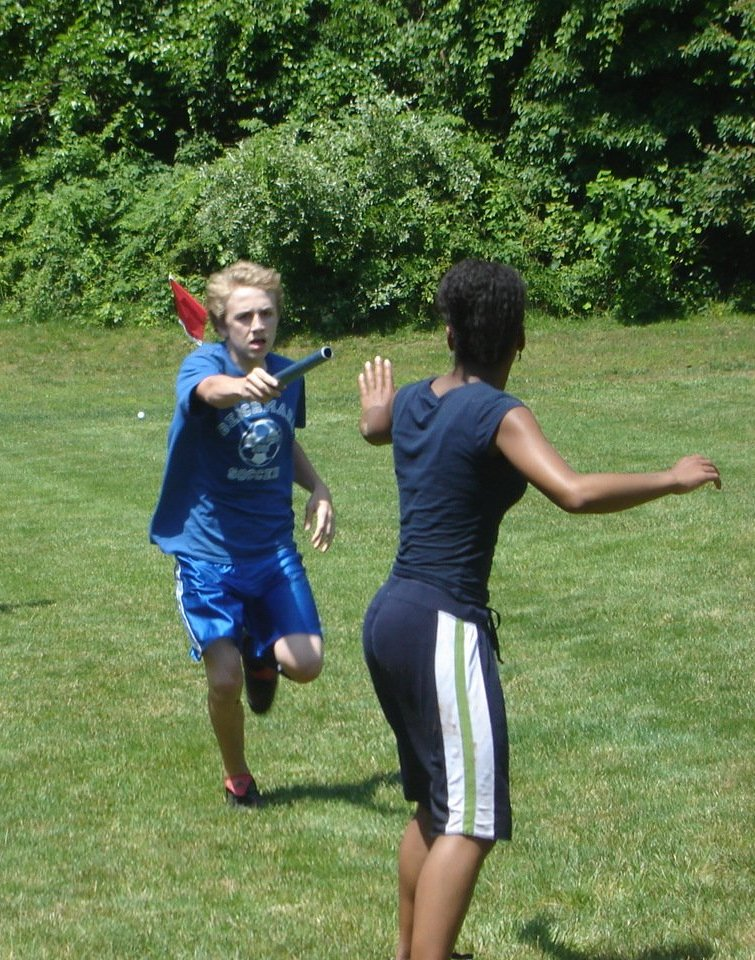
Dos atletes preparant-se per al traspàs del testimoni.

El testimoni és un tub llis, cilíndric i lleuger utilitzat en les curses de relleus. És l'objecte que, després de recórrer la distància estipulada, els rellevistes donen al següent corredor. Estan fets de fusta, metall o un altre material rígid, d'una sola peça. La seva llargada es mou entre els 28 i els 30 cm, i fan entre 12 i 13 cm de circumferència. Han de tenir un pes superior als 50 g. Se'ls sol pintar de colors vius perquè es vegin fàcilment durant la carrera. Les proves en què es fa servir el testimoni són 4x100m i 4x400m (les úniques que es fan en equip).